# Ebelzan
Ebelzan (tabassaranisch Эбельцан) ist der Name eines Frühlingsfestes, das in Teilen von Dagestan gefeiert wird, und dem Nouruz-Fest sehr ähnlich ist.
Ebelzan wird besonders im Rajon Tabassaran und im Chiwskij-Rajon der russischen Teilrepublik Dagestan gefeiert. Es werden traditionelle Gerichte, darunter auch Halwa zubereitet. Schon im Vorfeld des Festes führen die Männer jeweils gekochte Eier mit sich, und wenn man sich begegnet, schaut man, wessen stärker ist. Der Gewinner darf das Ei behalten.